# Sobór Objawienia Pańskiego w Irkucku
Sobór Objawienia Pańskiego (ros. Собор Богоявления) – prawosławny sobór w Irkucku, w eparchii irkuckiej Rosyjskiego Kościoła Prawosławnego. Świątynia leży na północ od placu Kirowa, w najstarszej, zabytkowej części miasta, u zlewu rzeki Irkut do Angary, na zbiegu ulic Suche Batora i Niżniej nabierieżnej Angary.

## Historia

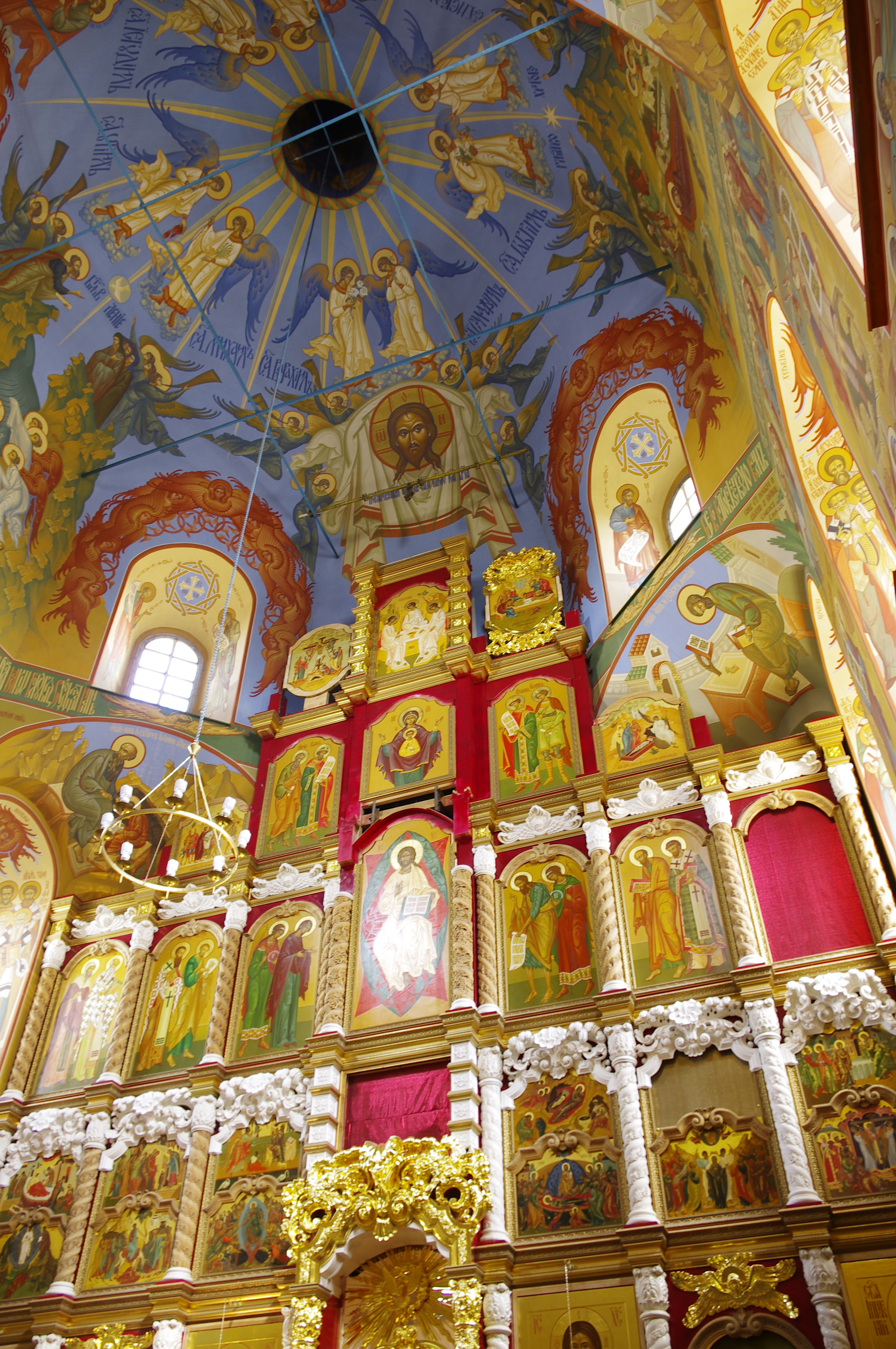
Wnętrze (2013)

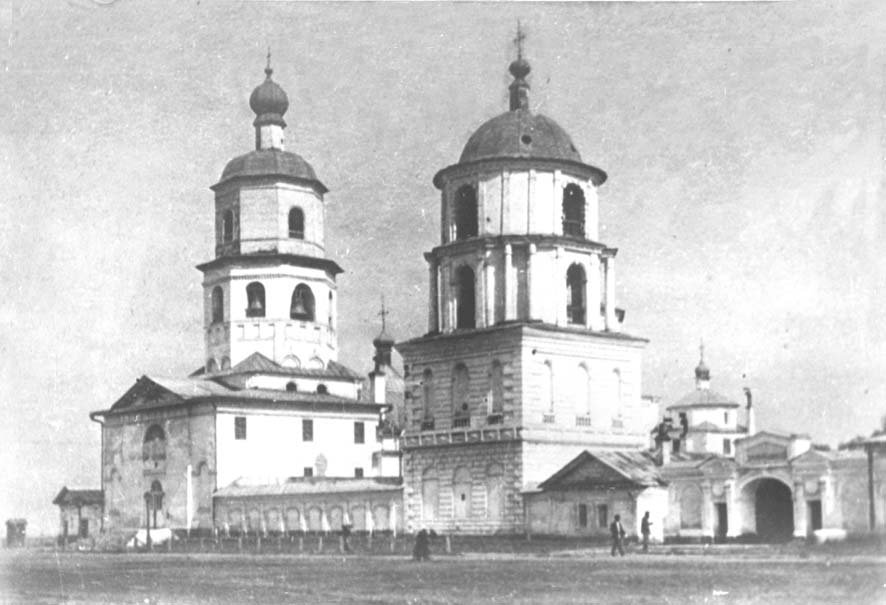
Sobór w 1910

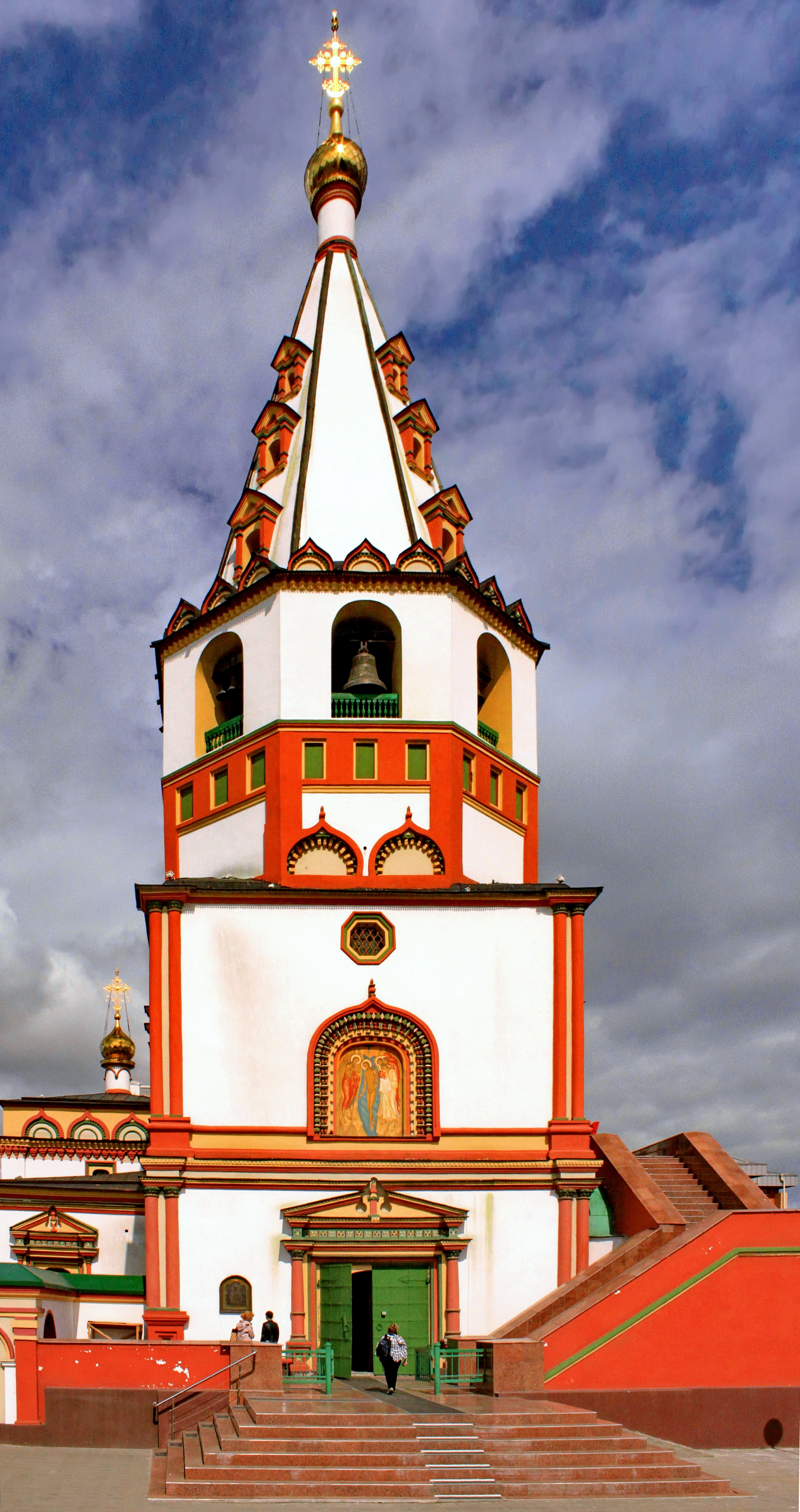
Sobór od frontu

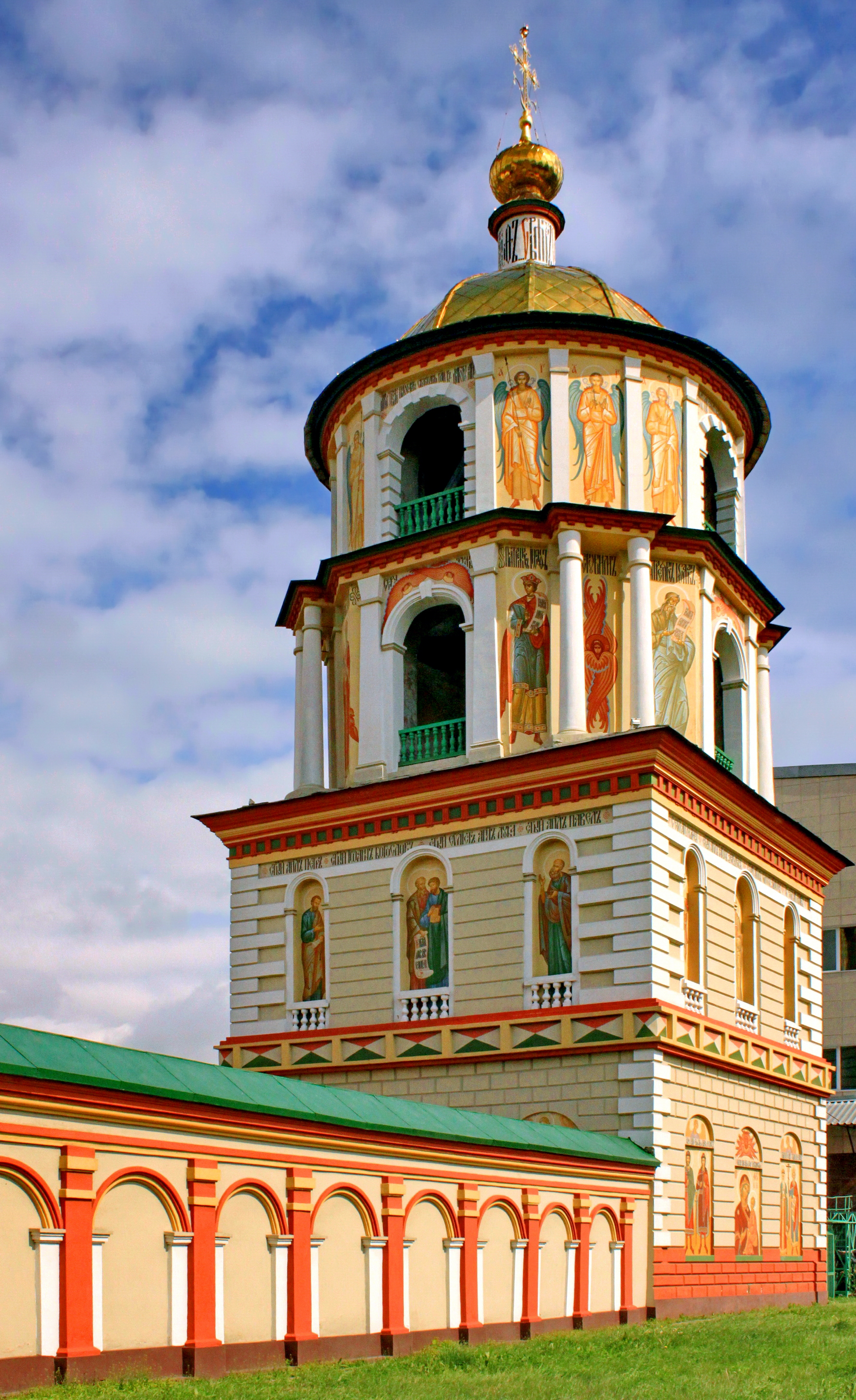
Dzwonnica

Poprzedniczką obecnej świątyni była drewniana cerkiew pod wezwaniem Piotra i Pawła, wybudowana w 1693 na wschodniej stronie drewnianego fortu, założonego przez Kozaków – kolebki przyszłego miasta. Cerkiew spłonęła 3 sierpnia 1716, po czym wśród mieszkańców jak i przybywających do Irkucka gości rozpoczęto zbiórkę na budowę nowej, murowanej świątyni.
Ta jednak od razu nie nastąpiła, ze względu na carski ukaz z 1714, który czasowo zabraniał wznoszenia kamiennych budowli. Przyczyną jego wydania była chęć zabezpieczenia materiałów, jak i pokrycia gwałtownie rosnącego zapotrzebowania na rzemieślników, co było związane z budową nowej stolicy w Petersburgu. Gdy ukaz częściowo anulowano, budowa nowej kamiennej świątyni mogła zostać rozpoczęta, co nastąpiło w lipcu 1718. Architektem odpowiedzialnym za jej wzniesienie był Wasilij Gariajew, który swój projekt oparł na podstawie wybudowanego w latach 1703–1710 soboru Świętej Trójcy w Wierchoturie. Zaledwie 6 lat po rozpoczęciu prac budowlanych otwarto pierwszy budynek soboru – kaplicę Świętych Apostołów Piotra i Pawła. Budowa soboru przyspieszyła, gdy w 1727 ustanowiono eparchię irkucką, która wydzielona została z eparchii tobolsko-tiumeńskiej. W tym samym roku zakończono budowę dzwonnicy, a 22 lipca konsekrowano znajdującą się obok niej kaplicę św. Jana Rycerza, która istniała do r. 1818. Świątynię ukończono w 1746 i poświęcono 25 września tegoż samego roku. Została ona soborem katedralnym i była nim aż do 1894 r., kiedy to ukończono budowę nowej, najważniejszej świątyni Irkucka – katedralnego soboru Kazańskiej Ikony Matki Bożej.
W 1755 rozpoczęto budowę kamiennego muru wokół soboru, zaś w latach 60. XVIII w. do soboru dobudowano trzy kaplice: od północy – Kazańskiej Ikony Matki Bożej, a od południa – pw. Jana Chrzciciela oraz pw. Wszystkich Świętych. W 1771 w soborze pochowano biskupa Sofroniusza Irkuckiego.
W nocy z 23 na 24 kwietnia 1804 w wyniku trzęsienia ziemi spadł krzyż soboru i uległa zniszczeniu piąta kopuła, która w późniejszym czasie została usunięta. We wrześniu 1812 rozpoczęto budowę nowej dzwonnicy. Sam dzwon powstał wcześniej, odlany został w 1797 i ważył 12 ton. Był największym dzwonem w mieście, stąd też wzięła się jego nazwa – „Wielki”. Od momentu powstania, dzwon wisiał na słupach – dopiero 30 marca 1815 został przeniesiony do nowej dzwonnicy, wybudowanej w stylu rosyjskiego klasycyzmu. 10 czerwca została ona pokryta żelazem i zwieńczona krzyżem. Podczas dwudniowego pożaru w lipcu 1879 „Wielki” dzwon uległ stopieniu.
W dniach 30–31 grudnia 1861 miasto nawiedziło kolejne trzęsienie ziemi, w wyniku którego sobór doznał uszkodzeń: gzymsów, prawie wszystkich łuków; w ikonostasie Piotra i Pawła uszkodzeniu uległy dwie kolumny.
W połowie XIX wieku, tuż przy soborze wybudowano (wpierw z drewna, a następnie z kamienia) – pałac biskupi, w którym znajdowały się pomieszczenia mieszkalne i pokoje administracyjne. Powstała także biblioteka (z bogatym zbiorem prawosławnej literatury) i szkoła dla duchowieństwa; w krypcie pałacu byli chowani biskupi eparchii irkuckiej. W XIX wieku Sobór Objawienia Pańskiego stał się centrum życia duchowego w rejonie Irkucka.
Po rewolucji październikowej, sobór nie uległ zburzeniu, tak jak leżący niedaleko katedralny sobór Kazańskiej Ikony Matki Bożej. W 1925 budynek został uznany za pomnik historii i sztuki oraz został zamknięty dla celów religijnych. Umieszczona w nim została cukiernia i piekarnia. 12 lutego 1934 miejska komisja badająca stan budynku orzekła, że wymaga on remontu. Mimo tego, decyzja wydana rok później, nie została zrealizowana.
W roku 1960 planowano zburzyć obie najstarsze świątynie w mieście: sobór Objawienia Pańskiego i leżącą naprzeciwko cerkiew Zbawiciela. W tym celu, aby zbadać oba obiekty, z Moskwy przyjechała Galina G. Oranska, która pracowała wcześniej w archiwach Irkucka, Tobolska, Jenisejska, Moskwy, Leningradu i w innych miastach. Jednak zamiast wydać decyzję o rozbiórce, podjęła ona decyzję o renowacji obu byłych świątyń. W 1968 zamknięto działającą w budynku piekarnię i rozpoczęto trwającą 18 lat rekonstrukcję. Po jej zakończeniu, budynek soboru został przekazany Muzeum Krajoznawczemu Obwodu Irkuckiego.
W 1994 sobór powrócił w ręce eparchii irkuckiej. Rozpoczęto odprawianie nabożeństw – początkowo w kaplicy Świętych Apostołów Piotra i Pawła. W Wielkanoc 1995 został ponownie konsekrowany przez biskupa irkuckiego Wadima. W 2003 otrzymał nowy wygląd – mistrzowie malarscy zakończyli malowanie elewacji, a także rozpoczęli malowania wnętrza (sklepienia i refektarza). Prace objęły łącznie prawie 300 metrów kwadratowych nawy głównej.

## Architektura
Sobór Objawienia Pańskiego, tak jak pobliska Cerkiew Zbawiciela, zawiera w sobie tradycje starych rosyjskich cerkwi podmiejskich. Szczególnie oryginalna jest ornamentyka, w której zlewają się staroruskie wzory, barokowe motywy oraz elementy zapożyczone ze sztuki narodów Syberii. Uważana jest za „prekursora syberyjskiego baroku”. Po raz pierwszy na Syberii użyto tu płytek holenderskich do ozdobienia elewacji – około 300 z nich przedstawia kwiaty oraz postacie z bajek i mitologii syberyjskiej ludności. Wewnątrz znajdują się polichromie, sceny Narodzenia i Objawienia Pańskiego, Tysiąclecia Rosji: w tym świętych, bohaterów, proroków i męczenników rosyjskich.
Przyglądając się soborowi można wyodrębnić dwie pionowe osie: dzwonnicy (pod którą znajduje się przedsionek) oraz właściwej cerkwi. Wyróżnia się tu także piętrowy układ konstrukcji: na czworobocznych bryłach spoczywają ośmioboczne graniastosłupy, które są podstawą wieńczących budowlę wieżyczek.